# San Vicente de Castellet
San Vicente de Castellet (en catalán y oficialmente Sant Vicenç de Castellet) es un municipio de la comarca del Bages, en la provincia de Barcelona, Cataluña, España.
La población se encuentra rodeada por dos parques naturales: Sant Llorenç del Munt i l'Obac y el parque natural de la montaña de Montserrat. Debido a ello la localidad tienen pocas opciones de crecimiento, habiendo agotado ya una gran parte de su zona edificable, aunque no toda.
Las montañas de su alrededor fueron destruidas en su gran mayoría entre 1987 y 2005 para la construcción de polígonos industriales. En la actualidad hay empresas de química, alimentación, textil, electrónica, construcción y piedra básicamente.
La industria de la piedra se encuentra muy presente debido a la gran cantidad de roca de las montañas que rodean a la población, lo cual está provocando la destrucción de estas, convirtiendo los bosques en zonas infértiles llenas de polvo. Como para extraer la piedras es necesario extraer primero la biomasa, el resultado final es un aguro gigante sin vida.

## Geografía

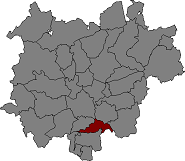
Localización de San Vicente de Castellet en el Bages

San Vicente de Castellet está situado entre la confluencia de los ríos Llobregat y Cardener y el desfiladero de Castellbell y Vilar. El municipio queda bien comunicado con Manresa y Barcelona por dos líneas de ferrocarril y por carretera.

## Historia
La presencia humana más antigua que consta en el término municipal de San Vicente de Castellet, data del período mediano del Neolítico. Los descubrimientos de la tejería de Can Vidal y en la calle de la Igualtat así lo demuestran. También se han encontrado algunos fragmentos de objetos de barro de la época ibérica en Castellet.  
Durante la Edad Media, el pequeño dominio de Castellet, documentado desde los principios del siglo XI, fue pasando por las manos de diferentes señores. Las pestes del siglo XIV redujeron la población, y consecuentemente la actividad agrícola. En la cuadra de Vallhonesta, en cambio, la agricultura, centrada sobre todo en el cultivo de la viña, fue muy importante. También lo fueron las actividades relacionadas con el paso del camino real que unía Barcelona con Manresa.
A mediados del siglo XIX se inician los cambios que marcarían el crecimiento de San Vicente de Castellet. La industria textil se incorpora en el municipio, un sector que todavía predomina, a pesar de la recesión. A partir de la segunda mitad del siglo XIX, se instalaron en San Vicente de Castellet las primeras industrias, aprovechando la fuerza hidráulica del Llobregat. En el año 1867 se construye el canal industrial que da un empujón definitivo en la industria de la zona, la cual se consolida con la llegada del ferrocarril del Nord en el 1859 y los Catalanes en el 1924.
La estación ferroviaria de San Vicente de Castellet se convierte en un punto estratégico del trazado Barcelona–Lérida–Zaragoza, hecho que impulsa el crecimiento de la población, pasando de los 200 habitantes en el año 1867 hasta llegar a los 3037 del año 1930. En este sentido, la construcción en el año 1917 del depósito de máquinas fue fundamental para el desarrollo socioeconómico del municipio.
La actividad industrial, en especial el textil y la extracción de piedra, marcaron el desarrollo de San Vicente de Castellet durante el siglo XX. Entre la década de los ochenta y los noventa del siglo XX la gente empieza a tomar consciencia de lo que significa contaminar el río al ver que todos los residuos de las empresas acaban con la vida de los seres vivos del Llobregat a su paso por la localidad. La ley les obliga a instalar depuradoras y se les prohíbe arrojar cualquier tipo de residuo al río. En la actualidad el río aún no ha conseguido recuperar todas sus fuerzas, aunque desde  entonces dejan de aparecer montañas de peces muertos.

## Toponimia
El nombre de San Vicente de Castellet se debe a la torre de vigilancia, que data del siglo XIII y se encuentra en lo alto de la montaña en el centro de la localidad. Una ermita erigida más adelante rodea la única torre de lo que se cree fue un gran castillo. A su alrededor se construyeron dos polígonos industriales entre los años 1987 y 2005, por lo que los restos de Castellet y la ermita han caído en decadencia, hasta el punto de ser desocupados completamente (hasta principios del siglo XXI d. C. estaba ocupado, pero en la actualidad el ayuntamiento no quiere dejárselo a nadie). Así pues, San Vicente de Castellet está dejando morir el único monumento que tiene y el que le ha dado el nombre a la localidad, poco después el ayuntamiento tomo constancia y lo restauró
.
El municipio ha tenido otros nombres oficiales a lo largo de la historia:
- Sobre 1842, Castellet y Valhonesta
- Sobre 1875, hasta 1981, San Vicente de Castellet
- Sobre 1860, San Vicens de Castellet

A partir de 1981 el nombre oficial es Sant Vicenç de Castellet.

## Núcleos de población
San Vicente de Castellet está formado por seis núcleos o entidades de población. 
Lista de población por entidades:
| Entidad de población     | Habitantes (2016) |
| ------------------------ | ----------------- |
| La Balconada             | 317               |
| Boades                   | 9                 |
| Can Xesc                 | 38                |
| Clot del Tufau           | 50                |
| San Vicente de Castellet | 8812              |
| Valhonesta               | 9                 |

## Demografía
Cuenta con una población de 10 131 habitantes (INE 2024).
| Gráfica de evolución demográfica de San Vicente de Castellet entre 1842 y 2021 |
| |
| En este censo se denominaba Castellet y Valhonesta: 1842 En estos censos se denominaba San Vicente de Castellet: 1857, 1877, 1887, 1897, 1900, 1910, 1920, 1930, 1940, 1950, 1960, 1970 y 1981 En este censo se denominaba San Vicens de Castellet: 1860 Población de derecho según los censos de población del INE Población de hecho según los censos de población del INE. |

San Vicente de Castellet es el mayor municipio del sur del Bages por población, aunque no por extensión. Su posición geográfica se encuentra en el medio de las localidades de Monistrol de Montserrat, Castellbell i el Vilar, Castellgalí, El Pont de Vilomara i Rocafort, Rellinars y Marganell. Todos los estudiantes de secundaria de dichas localidades van a San Vicente de Castellet a realizar sus estudios. En 2016 contaba con 9235 habitantes.
| 295                        | 652 | 1895 | 5416 | 7008 | 9235 |
| (Fuente: [cita requerida]) |     |      |      |      |      |

## Administración
| Periodo   | Nombre                      | Partido    |
| --------- | --------------------------- | ---------- |
| 1979-1983 | Joan Masafret i Casadevall  | CiU        |
| 1983-1987 | Joan Masafret i Casadevall  | CiU        |
| 1987-1991 | Martin Muns Grau            | PSC        |
| 1991-1995 | Francesc Ubach Vilanova     | CiU        |
| 1995-1999 | Joan Monsech                | PSC        |
| 1999-2003 | Joan Monsech                | PSC        |
| 2003-2007 | Gloria Torner Miguel        | PSC        |
| 2007-2011 | Joan Manuel Garcia Campillo | CiU        |
| 2011-2015 | Joan Torres                 | CiU        |
| 2015-2019 | Joan Torres                 | CiU        |
| 2019-2023 | Adriana Delgado i Herreros  | ERC        |
| 2023-act. | Daniel Mauriz i Vidal       | Junt x SVC |

## Fiestas
- Cabalgata de los Reyes Magos - 5 de enero.
- Fiesta Mayor de invierno - 22 de enero. En honor a San Vicente.
- Carnaval - Con desfiles por las calles y el entierro de la sardina.
- Fiesta de los carreteros - En marzo
- Aplec de Vallhonesta - 1 de mayo. Celebrada en la iglesia románica de Vallhonesta. Se celebra desde el siglo XVII.
- Caramelles - Sábado tarde y Domingo de Pascua. Se cantan canciones populares tradicionales de Pascua.
- Baile de gitanas - Celebrada por la pascua granada. Introducido por unos inmigrantes picapedreros de Caldes de Montbui a principios del siglo XX.
- Fiesta Mayor de verano. Segundo fin de semana de julio.
- Aplec de Castellet. Celebrada el segundo fin de semana de septiembre, casi siempre haciendo que coincida con el 11 de septiembre (fiesta nacional de Cataluña).
- Aplec de la sardana. Durante el mes de septiembre. Baile popular de sardanas en la plaza Catalunya.
- Cagatió popular. Domingo anterior a Navidad. En la plaza del ayuntamiento se reúnen los niños, allí el tió les da los regalos.
- Pastorets. Por las fiestas de Navidad. Representación tradicional teatral.